# جينيل ويليام
جينيل ويليام هي ممثلة كندية، ولدت في 18 فبراير 1984 بتورونتو في كندا.

## أعمال

### أفلام
- (2008) هولك الخارق[5][6][7][8]
- (2009) اليتيمة[9]

## وصلات خارجية
- جينيل ويليام على موقع IMDb (الإنجليزية)
- جينيل ويليام على موقع ألو سيني (الفرنسية)
- جينيل ويليام على موقع أول موفي (الإنجليزية)
- جينيل ويليام على موقع قاعدة بيانات الفيلم (الإنجليزية)
- جينيل ويليام على موقع كينوبويسك (الروسية)